# Tre Mạnh Tông
Tre Mạnh Tông, tên khoa học Dendrocalamus asper, là một loài thực vật có hoa trong họ Hòa thảo. Có nguồn gốc từ Đông Nam Á, phạm vi tự nhiên của nó trải dài khắp các vùng của Thái Lan và Malaysia. Ngày nay, nó được du nhập và trồng ở các vùng, bao gồm Sri Lanka, Madagascar, trong đó có Việt Nam. Loài này được (Schult.) Backer mô tả khoa học đầu tiên năm 1927.

## Mô tả
Loài tre thân gỗ trung bình cao từ 15-20 m và đường kính 5-17 cm, vách tương đối dày (11-20 mm) và mỏng dần về phía đỉnh thân, ngọn cong. Lá dạng hình nêm. Phiến lá hình mũi giáo, dài 41 - 48 cm, rộng 7,1 – 7,5 cm; đầu lá có mũi nhọn kéo dài. Gốc lá nhọn. Gân lá 12 – 13 đôi. Lưỡi lá cao 0,2 – 0,3 cm, nhô lệch, một bên cao 0,2 cm, bên cao 0,3 cm, mép trên lồi lõm. Bẹ lá phủ lông mịn nằm màu trắng. Cuống lá dài 0,7 cm, rộng 0,5 cm. Hoa tự chuỳ đầu cành, mỗi đốt cành hoa có 3 - 4 hoa chét, hoa chét hình nhộng ngắn. Phiến mo hình ngọn giáo, đầu vút nhọn, gốc thót nhỏ, nổi rõ những đường gân song song, phần giáp bẹ mo rộng 3,1 cm, ở giữa rộng 3 cm, cao 11 cm, mặt trong phủ lông mịn. Tai mo rộng 2 cm, cao 0,5 cm, mép phủ lông dài 0,6 cm. Lưỡi mo cao 0,4 cm, có răng cưa. Các mắt cây phía dưới có các rễ khí, có khả năng mọc tới đốt thứ 9 (rễ con), các đốt nổi rõ. Lóng thân dài 40-50 cm, màu xanh nhạt và phủ đầy phấn và lông ngắn có màu trắng, vàng bao quanh từng đốt.

## Thói quen sinh trưởng
Phát triển nhanh và phân cành cao, mỗi thân cây có thể sống từ 10 đến 20 năm sẽ bị già hóa, phát triển mạnh nhất trên đất sét pha, đất thịt, đất thịt pha cát và đất cát pha giàu hữu cơ, thoát nước tự do có tính axit vừa phải đến trung tính, thường có độ pH từ 5,0 đến 7,5 và trên các địa điểm có ánh nắng mặt trời chiếu toàn phần hoặc một phần. Cây không chịu được đất thoát nước chậm, đất dính hoặc đất nông cạn kiệt với ít chất hữu cơ.

## Hình ảnh

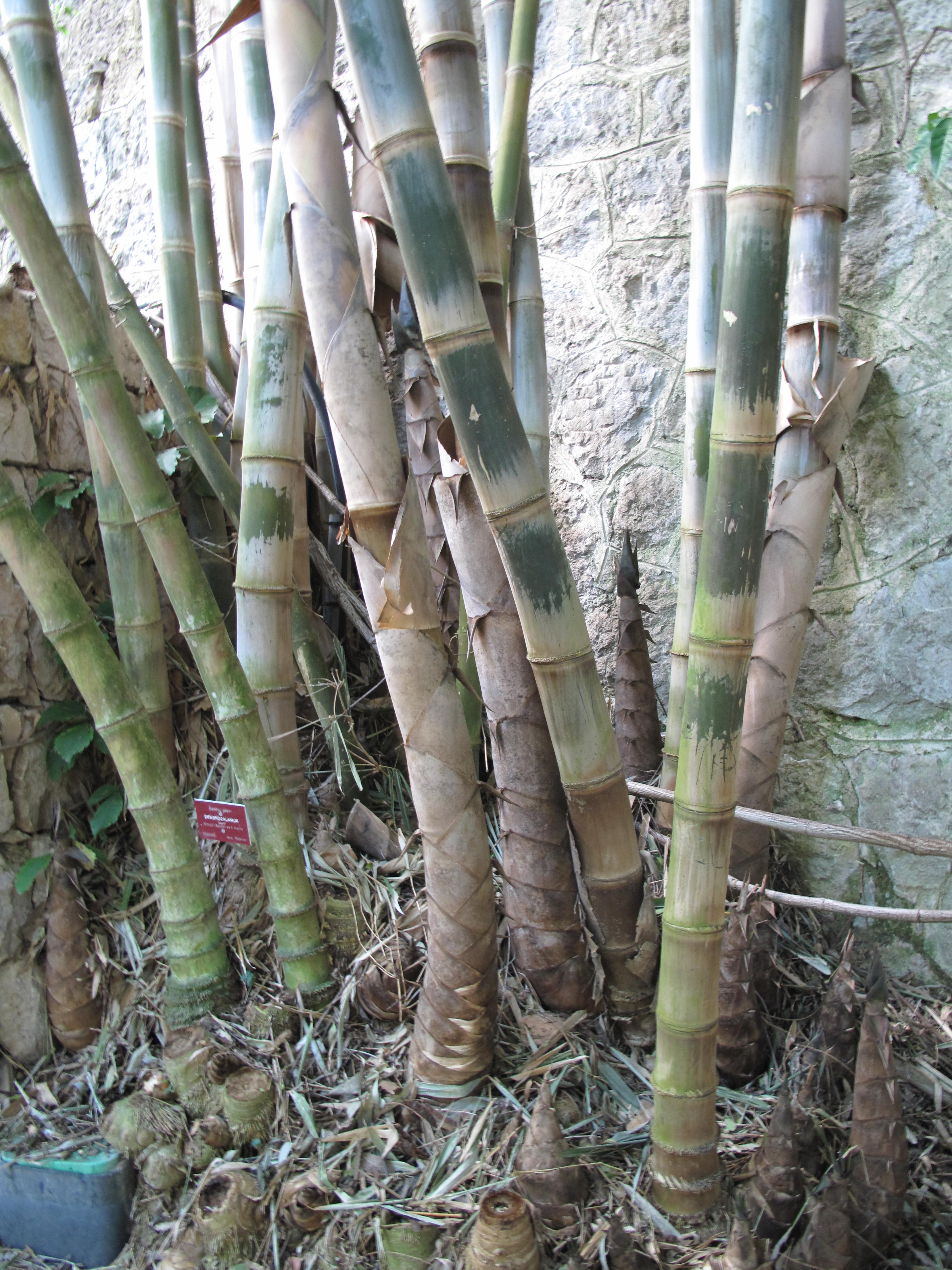
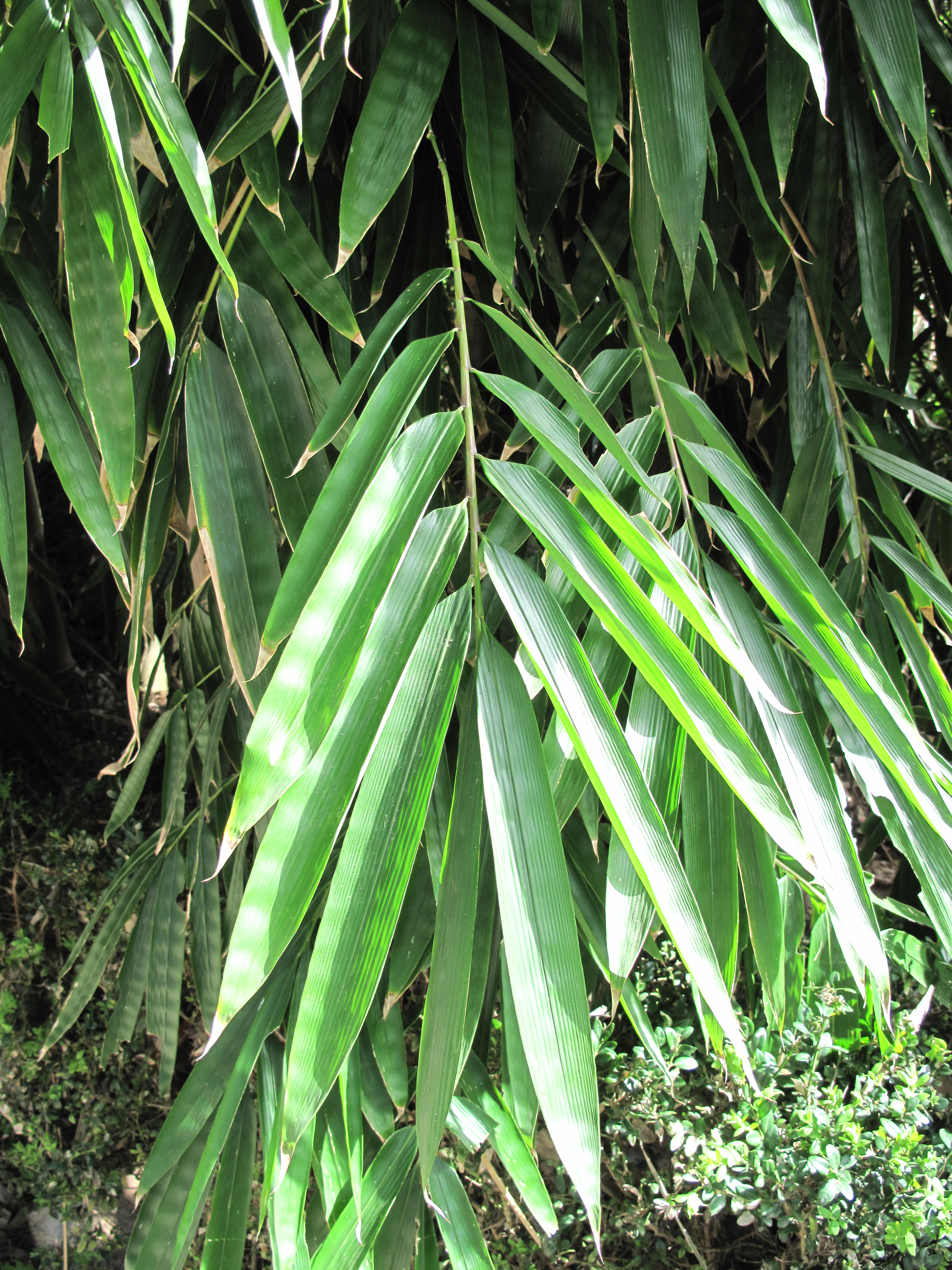
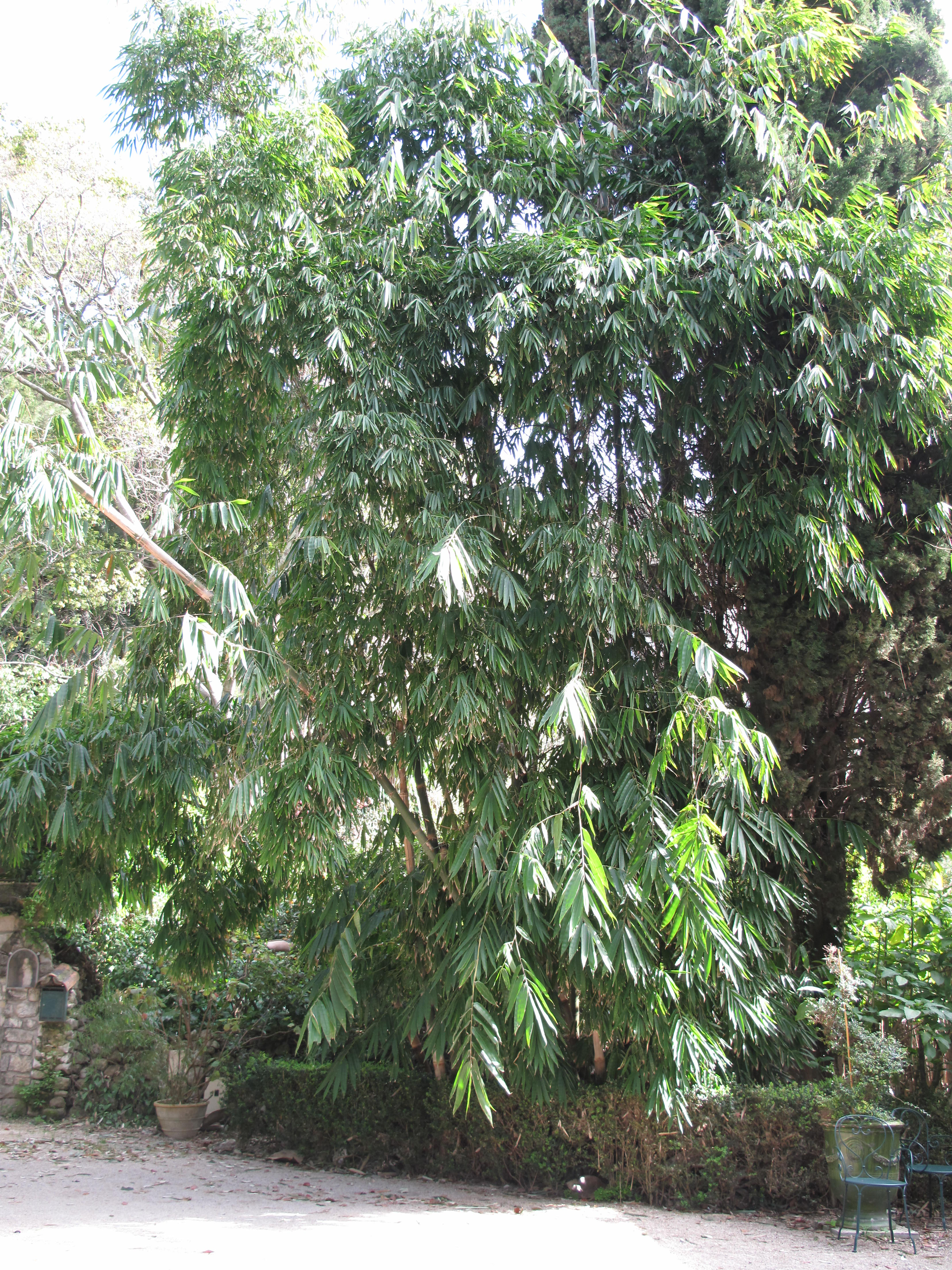